# Coetzapotitla
Coetzapotitla är en ort i Mexiko.   Den ligger i kommunen Coetzala och delstaten Veracruz, i den sydöstra delen av landet, 240 km öster om huvudstaden Mexico City. Coetzapotitla ligger 1 224 meter över havet och antalet invånare är 813.
Terrängen runt Coetzapotitla är huvudsakligen kuperad, men västerut är den bergig. Runt Coetzapotitla är det ganska tätbefolkat, med 116 invånare per kvadratkilometer. Närmaste större samhälle är Córdoba, 13,9 km norr om Coetzapotitla. I omgivningarna runt Coetzapotitla växer huvudsakligen savannskog.